# اتحادیه جهانی اسکیت
اتحادیه جهانی اسکیت (انگلیسی: International Skating Union) نهاد اداره‌کننده مسابقات اسکیت روی یخ در سطح جهان است.
این سازمان در سال ۱۸۹۲ تأسیس شده و مقر آن لوزان، سوئیس است.